# Rumänien i olympiska sommarspelen 1976
Rumänien deltog i de olympiska sommarspelen 1976 med en trupp bestående av 157 deltagare, 103 män och 54 kvinnor, vilka deltog i 92 tävlingar i 11 sporter. Landet slutade på nionde plats i medaljligan, med fyra guldmedaljer och 22 medaljer totalt.

## Medaljer
| Medalj | Namn                                                                                             | Sport      | Gren                                |
| ------ | ------------------------------------------------------------------------------------------------ | ---------- | ----------------------------------- |
| 1      | Nadia Comăneci                                                                                   | Gymnastik  | Damernas individuella mångkamp      |
| 1      | Nadia Comăneci                                                                                   | Gymnastik  | Damernas barr                       |
| 1      | Nadia Comăneci                                                                                   | Gymnastik  | Damernas bom                        |
| 1      | Vasile Dîba                                                                                      | Kanotsport | Herrarnas K-1 500 meter             |
| 2      | Simion Cuțov                                                                                     | Boxning    | Lättvikt                            |
| 2      | Mircea Simon                                                                                     | Boxning    | Tungvikt                            |
| 2      | Gheorghe Berceanu                                                                                | Brottning  | Lätt flugvikt, grekisk-romersk      |
| 2      | Nicu Gingă                                                                                       | Brottning  | Flugvikt, grekisk-romersk           |
| 2      | Ştefan Rusu                                                                                      | Brottning  | Lättvikt, grekisk-romersk           |
| 2      | Nadia Comăneci Mariana Constantin Georgeta Gabor Anca Grigoraș Gabriela Trușcă Teodora Ungureanu | Gymnastik  | Damernas lagmångkamp                |
| 2      | Teodora Ungureanu                                                                                | Gymnastik  | Damernas barr                       |
| 2      | Rumäniens herrlandslag i handboll                                                                | Handboll   | Herrarnas turnering                 |
| 2      | Gheorghe Danielov Gheorghe Simionov                                                              | Kanotsport | Herrarnas C-2 1000 meter            |
| 3      | Victor Zilberman                                                                                 | Boxning    | Weltervikt                          |
| 3      | Alec Nastac                                                                                      | Boxning    | Mellanvikt                          |
| 3      | Costica Danifoiu                                                                                 | Boxning    | Lätt tungvikt                       |
| 3      | Stelică Morcov                                                                                   | Brottning  | Lätt tungvikt, fristil              |
| 3      | Ladislau Şimon                                                                                   | Brottning  | Supertungvikt, fristil              |
| 3      | Roman Codreanu                                                                                   | Brottning  | Supertungvikt, grekisk-romersk stil |
| 3      | Gheorghe Megelea                                                                                 | Friidrott  | Herrarnas spjutkastning             |
| 3      | Daniel Irimiciuc Ioan Pop Marin Mustață Corneliu Marin Alexandru Nilca                           | Fäktning   | Herrarnas lagtävling i sabel        |
| 3      | Teodora Ungureanu                                                                                | Gymnastik  | Damernas bom                        |
| 3      | Nadia Comăneci                                                                                   | Gymnastik  | Damernas fristående                 |
| 3      | Danuţ Grecu                                                                                      | Gymnastik  | Herrarnas ringar                    |
| 3      | Vasile Dîba                                                                                      | Kanotsport | Herrarnas K-1 1000 meter            |
| 3      | Larion Serghei Policarp Malihin                                                                  | Kanotsport | Herrarnas K-2 500 meter             |
| 3      | Ioana Tudoran Maria Micşa Felicia Afrăsiloaie Elisabeta Lazăr Elena Giurcă                       | Rodd       | Damernas fyrsculler                 |

## Boxning
Lätt flugvikt
- Remus Cosma
  - 1:a omgången — förlorade mot Payao Pooltarat (Thailand), 1-4

Bantamvikt
- - Ibraim Faredin förlorade mot Gu Yong Jo (Nordkorea) 1-4

Fjädervikt
- - Gheorghe Ciochină
- besegrade Jackson Ouma (Kenya) WO,
- besegrade René Weller (Västtyskland) 4-1,
- förlorade mot Richard Nowakowski (Östtyskland) KO 3rd round

Lättvikt
- - Simion Cuțov
- besegrade Silvester Mittee (Storbritannien) RSCH 3rd round,
- besegrade Nelson Calzadilla (Venezuela) 5-0,
- besegrade Ove Lundby (Sverige) 5-0,
- besegrade Vasili Solomin (Sovjetunionen) 5-0,
- förlorade mot Howard Davis (USA) 0-5 (→  Silver)

Lätt weltervikt
- - Calistrat Cuțov
- besegrade Jean-Claude Ruiz (Frankrike) 5-0,
- besegrade Sjamsul Hanrahap (Indonesien) 5-0,
- förlorade mot Vladimir Kolev (Bulgarien) (0-5)

Weltervikt
- - Victor Zilberman
- besegrade Amon Kotey (Ghana) WO,
- besegrade Colin Jones (Storbritannien)5-0,
- besegrade Carlos Santos (Puerto Rico) 3-2,
- förlorade mot Jochen Bachfeld (Östtyskland) 2-3 (→  Brons)

Lätt mellanvikt
- - Vasile Didea
- besegrade Michael Prevost (Kanada) disq.3rd round,
- besegrade Naiden Stanchev (Bulgarien) 3-2,
- förlorade mot Tadija Kačar (Jugoslavien) 0-5

Mellanvikt
- - Alec Năstac
- besegrade Philip Mc. Elwaine (Australien) 3-2,
- besegrade Fernando Martins (Brasilien) 3-2,
- förlorade mot Michael Spinks (USA) WO (→  Brons)

Lätt tungvikt
- - Costică Dafinoiu
- besegrade Robert Nixon (Guyana) WO,
- besegrade Robert Burgess (Bermuda) 5-0,
- förlorade mot Sixto Soria (Kuba) abandon 1st round (→  Brons)

Tungvikt
- - Mircea Simon
- besegrade Trevor Berbick (Jamaica) 5-0,
- besegrade Atanas Suvandjiev (Bulgarien) 4-1,
- besegrade Clarence Hill (Bermuda) 5-0,
- förlorade mot Teofilo Stevenson (Kuba) abandon 3rd round (→  Silver)

## Brottning
Grekisk-romersk stil
Lätt flugvikt -48kg
- - Gheorghe Berceanu
- besegrade Moriwaki*besegrade (Japan) 4-3
- besegrade  Zajączkowski (Polen) fall 0:20
- besegrade  Kawasaki (Kanada) 14-1
- besegrade Hinz (Östtyskland) fall 2:08
- besegrade Angelov (Bulgarien) 4-3

förlorade mot Shumakov (Sovjetunionen) 6-10 (→  Silver)
Flugvikt -52kg
- - Nicu Gingă
- besegrade  Kirov (Bulgarien) skadad 5:11
- förlorade mot Konstantinov (Sovjetunionen) 11-17
- besegrade  Kraus (Västtyskland) diskvalificerad 7:08
- besegrade Caltabiano (Italien) 11-1
- besegrade  Hirayama (Japan) diskvalificerad 5:45 (→  Silver)

Bantamvikt -57kg
- - Mihai Boțilă
- besegrade Józef Lipień (Polen) diskvalificerad
- besegrade Ahn Han Yung (Sydkorea) 8-0
- förlorade mot Mustafin (Soviet Union) 6-14
- besegrade Krysta (Tjeckoslovakien) 12-0
- förlorade mot Pertti Ukkola (Finland) diskvalificerad 5:19 →5:e plats

Fjädervikt -62kg
- - Ion Păun
- besegrade Malmkvist (Sverige) fall 5:40
- besegrade Choi Kyung Soo (Sydkorea) fall 5:53
- besegrade Hjelt (Finland) 11-4
- förlorade mot Miyahara (Japan) 2-6
- förlorade mot Réczi (Ungern) skadad 1:25 →5:e plats

Lättvikt -68kg
- - Ștefan Rusu
- besegrade Andrzej Supron (Polen) 13-1
- besegrade Kim Halmyung (Sydkorea) fall 2:49
- besegrade Kobayashi (Japan) diskvalificerad 3:45
- förlorade mot Suren Nalbandyan (Sovjetunionen) 3-5
- besegrade Wehling (Östtyskland) diskvalificerad 7:45 (→  Silver)

Weltervikt -74kg
- - Gheorghe Ciobotaru
- oavgjort Karlsson (Sverige) dubbel diskning
- besegrade Nagatomo (Japan) diskvalificerad 6:50
- besegrade Kiss (Österrike) fall 5:41
- förlorade mot Bykov (Sovjetunionen) 6-7 →6:e plats

Mellanvikt -82kg
- - Ion Enache
- besegrade Cummings (Kanada) skadad 7:40
- besegrade Andersson (Sverige) 6-4
- oavgjort Kolev (Bulgarien) 8-8
- förlorade mot Momir Petković (Jugoslavien) 2-3 →7:e plats

Lätt tungvikt -90kg
- - Petre Dicu
- förlorade mot Sellyei (Ungern) 2-7
- förlorade mot Rezantsev (Sovjetunionen) fall 2:51

Tungvikt -100kg
- - Nicolae Martinescu
- förlorade mot Nikolay Balboshin (Sovjetunionen) fall 1:23
- besegrade N'diaye (Senegal) fall 2:18
- förlorade mot Goranov (Bulgarien) 5:51 →7:e plats

Supertungvikt +100kg
- - Roman Codreanu
- besegrade Ronnyai (Ungern) diskvalificerad 7:22
- besegrade Robertsson (Sveruge) diskvalificerad 3:59
- besegrade Wolff (Västtyskland) diskvalificerad 5:15
- besegrade Lee (USA) diskvalificerad 7:30
- förlorade mot Aleksandr Kolchinski (Sovjetunionen) fall 0:37
- förlorade mot Tomov (Bulgarien) skadad 0:32 (→  Brons)

## Friidrott
Herrarnas 10 000 meter
- Ilie Floroiu
  - Heat — 28:23,40
  - Final — 27:59,93 (→ 5:e plats)

Herrarnas diskuskastning
- Iosif Nagy
  - Kval — 57,28m (→ gick inte vidare)

Damernas spjutkastning
- Éva Ráduly-Zörgő
  - Kval — 55,34 m
  - Final — 55,60 m (→ 11:e plats)

## Fäktning
Herrarnas florett
- Petru Kuki
- Mihai Țiu
- Tudor Petruș

Herrarnas lagtävling i florett
- Petru Kuki, Mihai Țiu, Tudor Petruș, Petrică Buricea

Herrarnas värja
- Nicolae Iorgu
- Paul Szabo
- Anton Pongratz

Herrarnas lagtävling i värja
- Ioan Popa, Anton Pongratz, Nicolae Iorgu, Paul Szabo

Herrarnas sabel
- Ioan Pop
- Dan Irimiciuc
- Cornel Marin

Herrarnas lagtävling i sabel
- Dan Irimiciuc, Ioan Pop, Marin Mustață, Cornel Marin, Alexandru Nilca

Damernas florett
- Ecaterina Stahl-Iencic
- Magdalena Bartoș
- Ana Derșidan-Ene-Pascu

Damernas lagtävling i florett
- Ileana Gyulai-Drîmbă-Jenei, Marcela Moldovan-Zsak, Ecaterina Stahl-Iencic, Ana Derșidan-Ene-Pascu, Magdalena Bartoș

## Handboll
Damer
| Nr | Lag           | S | V | O | F | GM | IM  | MS  | P  |
| -- | ------------- | - | - | - | - | -- | --- | --- | -- |
| 1  | Sovjetunionen | 5 | 5 | 0 | 0 | 92 | 40  | +52 | 15 |
| 2  | Östtyskland   | 5 | 3 | 1 | 1 | 89 | 47  | +42 | 10 |
| 3  | Ungern        | 5 | 3 | 1 | 1 | 85 | 55  | +30 | 10 |
| 4  | Rumänien      | 5 | 2 | 0 | 3 | 73 | 83  | −10 | 6  |
| 5  | Japan         | 5 | 1 | 0 | 4 | 72 | 115 | −43 | 3  |
| 6  | Kanada        | 5 | 0 | 0 | 5 | 35 | 106 | −71 | 0  |

| Hemma \ Borta | Sovjetunionen | Östtyskland | Ungern | Rumänien | Japan | Turkiet |
| Sovjetunionen | —             | 14-11       | 12-9   | 14-8     | 31-9  | 21-3    |
| Östtyskland   | 11-14         | —           | 7-7    | 18-12    | 24-10 | 29-4    |
| Ungern        | 9-12          | 7-7         | —      | 20-15    | 25-18 | 24-3    |
| Rumänien      | 8-14          | 12-18       | 15-20  | —        | 21-20 | 18-11   |
| Japan         | 9-31          | 10-24       | 18-25  | 20-21    | —     | 15-14   |
| Kanada        | 3-21          | 4-29        | 3-24   | 11-17    | 14-15 | —       |